# Bathypontia longiseta
Bathypontia longiseta är en kräftdjursart som beskrevs av Brodsky 1950. Bathypontia longiseta ingår i släktet Bathypontia och familjen Bathypontiidae. Inga underarter finns listade i Catalogue of Life.